# Winx (1. sezona)
Prva sezona animirane televizijske serije Winx sastoji se od 26 epizoda te se izvorno prikazala na talijanskom kanalu Rai Due od 28. siječnja do 26. ožujka 2004. godine. 
Sezona se u Hrvatskoj prvi puta prikazivala subotom i nedjeljom u jutarnjem terminu na programu Nove TV od 8. ožujka do 1. lipnja 2008. godine. Serija se kasnije, osim ponovnih repriza na Novoj TV, također prikazivala na Mini TV od 1. listopada 2008. godine do kraja 2024. godine[nedostaje izvor], te 2019. godine na programu Dome TV.
Nickelodeon je od u prosincu 2011. godine prikazao tri specijala koji prikazuju sažetak događaja iz prve sezone.

## Radnja
Bloom živi kao obična djevojka na Zemlji u gradu Gardeniji. Jednog ljetnog dana u parku sasvim slučajno ugleda borbu između vile Stelle i ogra Knuta, koji je htio oteti Stellin čarobni štap. Bloom se umiješa u borbu kako bi obranila već skoro poraženu vilu Stellu i tako spozna svoje magične moći. Nedugo nakon toga,  Bloom i Stella zajedno odlaze na planet Magix gdje se nalazi Alfea, škola za vile. Tamo osnuju klub zvan Winx zajedno s Florom, Musom i Tecnom. 
No, u Magixu postoji i škola za vještice – Mračni Toranj koji pohađaju Icy, Darcy i Stormy. One su tri opasne vještice koje žele pronaći i ukrasti moć zmajeve vatre. Nakon nekoliko borbi s Winxicama, vještice otkriju da upravo tu moć posjeduje Bloom. Uskoro, Bloom saznaje da su je njezini roditelji iz Gardenije, Mike i Vanessa, posvojili, pa tako kreće u potragu o sebi i svom stvarnom porijeklu. Nakon što sazna da joj je princ Sky, majstor magije u kojeg se zaljubila, lagao o svom pravom imenu i životu koji su mu njegovi roditelji isplanirali s princezom Diaspro, Bloom odluči trajno napustiti Magix. Trix je slijede i u najslabijem trenutku napadnu njene roditelje i nju samu, a Bloom ne uspije u pokušaju da se obrani što omogući vješticama da joj ukradu moć zmajeve vatre. Koristeći Bloominu moć, tri vještice zavladaju Magixom i odluče napasti i uništiti prvo tri škole Magixa pa na kraju i sve što im stane na put. 
Kako bi otkrila istinu o sebi, Bloom odlazi na Domino gdje je dočekuje duh njene sestre Daphne, nimfe jezera Roccaluce. Daphne otkriva Bloom kako je ona kćer kralja i kraljice Domina, izgubljenog kraljevstva koje su uništile tri antičke vještice. Saznaje da je dospjela na Zemlju jer ju je Daphen htjela zaštiti od vještica koje su željele zmajevu vatru. Bloom na kraju uz pomoć duha svoje sestre uspijeva vratiti zmajevu vatru i vraća se jača no ikad. Uspijeva pobijediti zle Trixice te zajedno sa Winxicama vratiti vratiti svjetlost u Magičnu dimenziju.

## Hrvatska sinkronizacija
Studio A.V.I.D. je 2007. godine proizveo hrvatsku sinkronizaciju prve i druge. Engleska sinkronizacija studija Cinélume korištena je kao podloga za hrvatsku sinkronizaciju. 

### Glavne uloge
Sljedeći glumci su navedeni pod zaslugama u odjavnoj špici 1. sezone:
- Nina Benović — Flora, Stormy, Mitzi, Eleanor
- Marko Jelić — Brandon, Sfoglia, g. Brown
- Ivan Krošelj — Sky
- Zrinka Kušević — Musa, Vanessa, Daphne
- Mirta Muždalo — Faragonda, Darcy
- Tajna Peršić — Tecna
- Nina Sabo — Bloom, Algae, Ediltrude, Naratorica
- Igor Šehić — Riven, Mike
- Željka Vujaković — Stella, Icy
- Dinko Vujević — Timmy, Palladium, Saladin, Kruna Domina

### Ostale uloge
- Dea Fabris — Diaspro, Amaryl, Francine, Liss, Griffin, DuFour
- Valentina Lončarić — Mirta, Barbatea

## Epizode
Vidi još: Popis epizoda Winx Cluba
| 1. | 1.  | "Neočekivani događaj" "An Unexpected Event"           | 28. siječnja 2004. | 8. ožujka 2008.   |
| Bloom je obična djevojka sa zemlje sve dok jednoga dana u parku ne ugleda borbu između vile Stelle i zlog ogra Knuta. Umiješa se u borbu kako bi pomogla Stelli i sasvim slučajno otkrije da posjeduje magične moći. Bloom i Stella postaju prijateljice te se spremaju zajedno otići u Magix gdje se nalazi Alfea, škola za vile. |     |                                                       |                    |                   |
| 2. | 2.  | "Dobordošli u Magix!" "Welcome to Magix!"             | 30. siječnja 2004. | 9. ožujka 2008.   |
| Bloom i Stella dolaze u Alfeu gdje upoznaju Floru, Musu i Tecnu te zajedno sa njima osnuju Winx klub. No napadnu ih Icy, Darcy i Stormy, tri zle vještice koje žele Stellin čarobni prsten. |     |                                                       |                    |                   |
| 3. | 3.  | "Alfea, škola za vile" "Alfea College for Fairies"    | 2. veljače 2004.   | 15. ožujka 2008.  |
| U Alfei se održava bal vila i majstora magije iz Crvene Fontane. Trix pokušaju ukrasti Stellin prsten, a samo ih Bloom može zaustaviti. |     |                                                       |                    |                   |
| 4. | 4.  | "Crna močvara" "The Black-Mud Swamp"                  | 4. veljače 2004.   | 16. ožujka 2008.  |
| Winxice imaju ispit u Crnoj močvari. Tamo ih očekuju brojne zagonetke nakon što sretnu majstore magije koji su u potrazi za izgubljenim trolom. |     |                                                       |                    |                   |
| 5. | 5.  | "Sastanak s katastrofom" "Date with Disaster"         | 6. veljače 2004.   | 22. ožujka 2008.  |
| Trix otmu Stellu šaljući joj lažno pismo te pomoću ucjene pokušaju dobiti Stellni čarobni prsten. Winxice upadnu u zamku u pokušaju da spase Stellu. |     |                                                       |                    |                   |
| 6. | 6.  | "Zadatak Mračni Toranj" "Mission at Cloudtower"       | 9. veljače 2004.   | 23. ožujka 2008.  |
| Trix shvate da moć zmajevog plamena nije u Stellinom prstenu. Winxice odlaze na misiju u Mračni Toranj kako bi ga vratile, no na tom putu upadnu u mnoge zamke. |     |                                                       |                    |                   |
| 7. | 7.  | "Prijatelji u nevolji" "Friends in Need"              | 11. veljače 2004.  | 29. ožujka 2008.  |
| Zbog svojeg odlaska u Mračni Toranj, Winx su kažnjene i oduzete su im moći. Opasnost se pojavi kada vještice provale u Alfeu u potrazi za zmajevim plamenom. |     |                                                       |                    |                   |
| 8. | 8.  | "Raskinuto prijateljstvo" "A Friendship Sundered"     | 13. veljače 2004.  | 30. ožujka 2008.  |
| U Magixu se održava dan ruža na kojem Bloom, Stella, Sky, Brandon i Riven provode dan. Trix planiraju uništiti prijateljstvo između vila i majstora magije te iskoriste Rivena u svom zlom planu. |     |                                                       |                    |                   |
| 9. | 9.  | "Iznevjerena" "Betrayed!"                             | 16. veljače 2004.  | 5. travnja 2008.  |
| Musa shvati da se Riven pridružio vješticama nakon što ga ugleda zajedno s Darcy. Vještice ju napadnu, no ostale djevojke stižu u pravi čas da ju spase. Trix počnu sumnjati kako Bloom posjeduje moć koju traže. |     |                                                       |                    |                   |
| 10. | 10. | "Test" "Bloom Tested"                                 | 18. veljače 2004.  | 6. travnja 2008.  |
| Trix napadnu Bloom usred njenog ispita te napokon saznaju gdje se nalazi izvor moći koju traže. |     |                                                       |                    |                   |
| 11. | 11. | "Čudovište i vrba" "The Monster and The Willow"       | 20. veljače 2004.  | 12. travnja 2008. |
| Flora se priprema za svoj ispit. Kako bi joj pomogle, djevojke odlaze u močvaru gdje upoznaju svijet nimfi kojima prijeti opasnost. |     |                                                       |                    |                   |
| 12. | 12. | "Miss Magixa" "Miss Magix"                            | 23. veljače 2004.  | 13. travnja 2008. |
| U Magixu se održava natjecanje ljepote na kojem Stella sudjeluje i želi pobijediti. No stvari se zakompliciraju kada Trix pomognu Lucy, vještici iz Mračnog Tornja, da pobjedi kršeći pravila. |     |                                                       |                    |                   |
| 13. | 13. | "Velika tajna je otkrivena" "A Great Secret Revealed" | 25. veljače 2004.  | 19. travnja 2008. |
| Bloom odlazi u posjet svojim roditeljima za vrijeme školskih praznika te iznenada otkriva veliku tajnu. |     |                                                       |                    |                   |
| 14. | 14. | "Mračna tajna" "Bloom's Dark Secret"                  | 25. veljače 2004.  | 20. travnja 2008. |
| Bloom i Sky odlaze u Mračni Toranj jer Bloom vjeruje kako su odgovori na njena pitanja upravo tamo. Trix joj smjeste zamku, no Mirta joj pomogne zbog čega na kraju upadne u nevolju. |     |                                                       |                    |                   |
| 15. | 15. | "Poštenje iznad svega" "Honor Above All"              | 1. ožujka 2004.    | 26. travnja 2008. |
| Bloom pronađe kuvertu sa odgovorima na ispitna pitanja profesora Wizgiza. Djevojke čeka veliko iskušenje, no na kraju nauče da je poštenje iznad svega. |     |                                                       |                    |                   |
| 16. | 16. | "Crna magija" "Cold Spell"                            | 3. ožujka 2004.    | 27. travnja 2008. |
| Trix pošalju čudovište koje se hrani noćnim morama i strahovima na Winx. Nakon toga su izbačene iz Mračnog Tornja od strane upraviteljice Griffin. |     |                                                       |                    |                   |
| 17. | 17. | "Brandovona tajna" "Secrets Within Secrets"           | 5. ožujka 2004.    | 3. svibnja 2008.  |
| Bloom i djevojke odlaze u Crvenu Fontanu gdje se održava show majstora magije. Tamo Bloom sretne Diaspro, djevojku koja tvrdi da je Skyjeva zaručnica. Uvjerena da je cijela situacija još jedna zamka Trixica, Bloom se upušta u borbu sa Diaspro te na kraju saznaje bolnu istinu o princu Skyju.                                |     |                                                       |                    |                   |
| 18. | 18. | "Izvor zmajeve vatre" "The Font of Dragon Fire"       | 8. ožujka 2004.    | 4. svibnja 2008.  |
| Šokirana saznanjem o princu Skyju, Bloom napušta Alfeu. Trix ju sljede kako bi iskoristile njen trenutak slabosti da je napadnu i ukradu joj moć zmajevog plamena. Nakon borbe, Bloom od vještica saznaje pravu istinu o sebi i svojoj prošlosti.                                                                                  |     |                                                       |                    |                   |
| 19. | 19. | "Pad Magixa" "The Fall of Magix"                      | 10. ožujka 2004.   | 10. svibnja 2008. |
| Nakon što je izgubila svoje moći, Bloom se vraća u Magix. Trix preuzmu kontrolu nad Mračnim Tornjem i oslobode vojsku tame kako bi počele vladati Magičnom dimenzijom. |     |                                                       |                    |                   |
| 20. | 20. | "Misija Domino" "Mission To Domino"                   | 12. ožujka 2004.   | 11. svibnja 2008. |
| Winx odlaze na Domino u nadi da će vratiti Bloominu moć. Trix nastavljaju sa uništavanjem Magične dimenzije. |     |                                                       |                    |                   |
| 21. | 21. | "Kruna iz snova" "The Crown of Dreams"                | 15. ožujka 2004.   | 17. svibnja 2008. |
| U palači Domina, Bloom i Winxice susreću Daphne, Bloominu sestru. Uz Daphneinu pomoć, Bloom saznaje cijelu istinu o sebi, svom kraljevstvu i svojim roditeljima. |     |                                                       |                    |                   |
| 22. | 22. | "Mračni toranj" "Storming Cloudtower"                 | 17. ožujka 2004.   | 18. svibnja 2008. |
| Bloom, Stella, Sky i Brandon odlaze u Mračni Toranj vjerujući da je Bloomin zamjev plamen upravo tamo. |     |                                                       |                    |                   |
| 23. | 23. | "Moćna igra" "Power Play"                             | 19. ožujka 2004.   | 24. svibnja 2008. |
| Bloom i ostali suočavaju se s Trix u Mračnom Tornju. U međuvremenu, u Alfei se i dalje odvija bitka za Magičnu dimenziju. |     |                                                       |                    |                   |
| 24. | 24. | "Napad vještica" "The Witches' Siege"                 | 22. ožujka 2004.   | 25. svibnja 2008. |
| Učenici svih škola Magixa pripremaju se za rat s Trixicama. |     |                                                       |                    |                   |
| 25. | 25. | "Izazov" "The Ultimate Challenge"                     | 24. ožujka 2004.   | 31. svibnja 2008. |
| Bloom odlazi u jezero Roccaluce gdje ponovno susreće svoju sestru Daphne. Ona joj pomogne vratiti moć zmajeve vatre. |     |                                                       |                    |                   |
| 26. | 26. | "Konačna bitka" "The Witches' Downfall"               | 26. ožujka 2004.   | 1. lipnja 2008.   |
| Došlo je vrijeme konačne bitke između vila i vještica. Bloom se mora vratiti u Alfeu i zajedno sa Winxicama zauvijek poraziti Icy, Darcy i Stormy te vratiti mir u Magičnu dimenziju. |     |                                                       |                    |                   |

## Hrvatska DVD izdanja
DVD izdanja koja sadrže hrvatsku i englesku sinkronizaciju prve sezone u prodaju su bila puštena krajem 2008. godine. Ukupno sedam izdanja sadrži po četiri epizode, a sedmo izdanje sadrži i prve dvije epizode druge sezone.
| Naziv DVD-a               | Epizode   | Distributer | Godina objavljivanja |
| ------------------------- | --------- | ----------- | -------------------- |
| Winx Club 1: 1. sezona    | 1. – 4.   | one2play    | 2008.                |
| Winx Club 2: 1. sezona    | 5. – 8.   | one2play    | 2008.                |
| Winx Club 3: 1. sezona    | 9. – 12.  | one2play    | 2008.                |
| Winx Club 4: 1. sezona    | 13. – 16. | one2play    | 2008.                |
| Winx Club 5: 1. sezona    | 17. – 20. | one2play    | 2008.                |
| Winx Club 6: 1. sezona    | 21. – 24. | one2play    | 2008.                |
| Winx Club 7: 1./2. sezona | 25. – 26. | one2play    | 2008.                |

## Vanjske poveznice
- Winx Club - Nova TV
- Winx u internetskoj bazi filmova IMDb-a